# 西藏菥蓂
西藏菥蓂（学名：Thlaspi andersonii），又名西藏遏蓝菜，为十字花科菥蓂属下的一个种。